# نقص كالسيوم الدم
نقص كالسيوم الدم هو انخفاض مستويات الكالسيوم في مصل الدم. المعدل الطبيعي هو 2.1-2.6 مليمول/لتر (8.8-10.7 ملغ/ديسيلتر، 4.3-5.2 مكافئ/لتر) مع مستويات أقل من 2.1 مليمول / لتر تعرف بأنها نقص كالسيوم الدم. غالبًا ما لا تظهر أي أعراض على المستويات المنخفضة بشكل طفيف والتي تتطور ببطء. بخلاف ذلك قد تشمل الأعراض خدر، تشنجات العضلات، نوبة، ارتباك، أو سكتة قلبية.
تشمل الأسباب الشائعة قصور جارات الدرقية ونقص فيتامين (د). تشمل الأسباب الأخرى الفشل الكلوي، التهاب البنكرياس، الجرعة الزائدة من مانع قنوات الكالسيوم، انحلال الربيدات، متلازمة تحلل الورم، والأدوية مثل البايفوسفونيت. يجب تأكيد التشخيص بشكل عام باستخدام الكالسيوم المصحح أو مستوى الكالسيوم المتأين. يمكن رؤية تغييرات محددة على مخطط كهربائية القلب.
العلاج الأولي للمرض الحاد يكون باستخدام كلوريد الكالسيوم في الوريد وربما كبريتات المغنيسيوم. قد تشمل العلاجات الأخرى فيتامين (د)، المغنيسيوم، مكملات الكالسيوم. إذا كان ذلك بسبب قصور جارات الدرقية، فقد يوصى أيضًا باستخدام هيدروكلوروثيازيد، مواد رابطة الفوسفات، واتباع نظام غذائي منخفض الملح. يعاني حوالي 18٪ من الأشخاص الذين يعالجون في المستشفى من نقص كالسيوم الدم.

## الأسباب
تنتج أكثر من 90% من الحالات عن قصور الدريقات أو نقص فيتامين (د).
- أنواع قصور جارات الدرق:
  - قصور جارات الدرق الخلقي (نادر).
  - قصور جارات الدرق الثانوي (شائع): يعد الجراحات على الرقبة كاستئصال الدرق.
  - نقص المغنزيوم الشديد المؤدي لنقص افراز هرمون جارات الدرق.
- أسباب نقص الفيتامين (د):
  - قصور الكلية المزمن: بسبب نقص نشاط 1 ألفا هيدروكسيلاز، وهو الأنزيم الذي يحول فيتامين د إلى شكله الفعّال.
  - نقص التعرض لأشعة الشمس.
  - سوء الامتصاص المعوي.
- أسباب أخرى: التهاب المعثكلة الحاد، انحلال العضلات الهيكلية، قصور جارات الدرق الكاذب (شذوذ خلقي ناجم غياب مستقبلات هرمونات الدريقات).

## الأعراض
الأعراض غير نوعية، وتظهر بشكل متأخر، ويعتمد ظهورها على سرعة حدوث نقص الكالسيوم. تظهر هذه الأعراض بشكل عام عندما ينخفض كالسيوم الدم عن 1.75 ميلي مول/ل. وأهمها الأعراض العصبية التي تأخذ شكل مذل حول الفم وعند نهايات الأطراف، وكذلك الارتجاف الحزمي والتقلصات اللاإرادية في الأيدي. تسمى اللوحة العصبية هذه بالتكزز.
غالباً ما تكون علامة شفوستيك موجودة (وهي تقلص العضلات حول الفم عند نقر العصب الوجهي على مستوى القوس الوجني)، إلا أنها غير نوعية خلافاً لعلامة تروسّو (وهي تقلص اليد لتأخذ شكل يد المولّد عند نفخ جهاز قياس ضغط الدم إلى بضعة ملليمترات فوق الضغط الانقباضي).
من النادر حدوث اضطراب نظم القلب رغم أنه كثيراً ما يحدث تطاول للفترة QT على مخطط القلب.
قد يؤدي نقص الكالسيوم إلى حدوث نوبات اختلاجية، إلا أنها نادرة عند الكهل.

## نقص الكالسيوم وعلاقته بنقص هرمون الدريقات PTH
إذا لم تفرز الغدد جارات الدرق كمية مناسبة من الهرمون فإن ذلك يؤدي إلى ضعف في الخلايا المسؤولة عن هدم العظام _ناقضة العظم_ مما يؤدي إلى نقص في كمية الكالسيوم القادمة من العظام، وعند استئصال الغدد جارات الدرقية فإن كمية الكالسيوم في الدم تقل إلى 6 mg/dl خلال يومين أو ثلاثة أيام.

## العلاج
في حالة نقص هرمون جارات الدرق PTH، فإنه يعالج في بعض الأحيان عن طريق إعطاء كمية من الـ PTH ولكن هذا الهرمون مُكلِف بالإضافة إلى مخاطر رفض جهاز المناعة له، وفي كثير من الأحيان يتم إعطاء المريض كمية كبيرة من فيتامين د بمعدل جرام إلى جرامين يومياً.